# Evgueni Pachoukanis
Evgueni Bronislavovitch Pachoukanis (en russe : Евгений Брониславович Пашуканис ; ISO 9 : Evgenij Bronislavovič Pašukanis), né le 23 février 1891 à Staritsa (gouvernement de Tver) et mort le 4 septembre 1937, était un juriste soviétique, « l'animateur principal de la scène juridique soviétique des années 1920 et du début des années 1930. » Il est connu pour sa théorie marxiste du droit.

## Biographie
Evgueni Pachoukanis rejoint en 1906, à l'âge de 17 ans, le Parti ouvrier social-démocrate de Russie, puis commence à étudier le droit et la théorie du droit à l'université de Saint-Pétersbourg. Menacé par la police tsariste, il s'exile et continue ses études à Munich, où il se spécialise en droit et économie.
Devenu membre du Parti bolchévique en 1918, il devient juge en août 1918, à Moscou, puis est nommé conseiller juridique au commissariat du peuple aux Affaires étrangères, et participe à la rédaction du traité de Rapallo. En décembre 1919, son cousin, Vikenti Pachoukanis (en), est arrêté pour « activités contre-révolutionnaires ». En 1924, Evgueni Pachoukanis abandonne ses activités gouvernementales et travaille à l'Académie communiste (en); il en deviendra le vice-président. Il publie en 1924 La Théorie générale du droit et le marxisme. Celle-ci sera redécouverte aux États-Unis dans les années 1970.
De 1925 à 1927, il participe à la rédaction de l'encyclopédie L'État et le droit avec Pēteris Stučka, et commence à publier un journal intitulé La révolution du droit. Avec Stučka, il fonde une section consacrée à la théorie du droit à l'Académie communiste. Progressivement, ses thèses seront rejetées, et Pachoukanis écrira un certain nombre d'articles et de livres critiquant sa théorie antérieure (Cours de droit économique soviétique, 1935, ou État et droit dans le socialisme, 1936). Bien que nommé vice-commissaire à la Justice en 1936 et ayant participé aux travaux préparatoires de la Constitution soviétique de 1936, il fait l'objet d'attaques de plus en plus fréquentes.
Aux côtés du procureur général de l'URSS, Nikolaï Krylenko, et d'autres, Pachoukanis est finalement dénoncé comme « déviationniste trotskiste » et exécuté en 1937, lors des procès de Moscou. Il est remplacé à l'Institut de la Construction soviétique et du Droit par son adversaire Vychinski, qui menait les purges, tandis qu'Alfred Stalguevitch prend sa place à l'Institut juridique de Moscou. Pachoukanis sera réhabilité lors du XXe Congrès du PCUS, en 1956.
Le juriste Hans Kelsen lui consacre plusieurs pages dans The Communist Theory of Law (1955).

## Théorie de la forme marchandise
Pachoukanis considère la forme juridique comme une structure historiquement spécifique de régulation des relations sociales, tout comme le capitalisme est une forme historiquement spécifique de production. Il soutient que c'est sous le capitalisme que la forme juridique s'épanouit dans toute son hégémonie et sa sophistication. Il reconnaît toutefois que le droit existait avant le capitalisme.
Pachoukanis cherche à expliquer le caractère de classe des règles juridiques. Il affirme que le sujet juridique et la forme juridique résultent de l'abstraction des relations sociales, abstraction qui se produit par l'échange de marchandises. Il souligne que la généralisation de la production de marchandises conduit à une forme juridique où chaque individu devient un sujet juridique abstrait avec la capacité de posséder des droits. Ainsi, la relation entre l'échange de marchandises et le sujet juridique est étroite, car les relations sociales d'échange nécessitent une certaine forme de régulation juridique adaptée à cette généralité. Il souligne que la forme juridique peut être remplie de divers contenus, mais reste fondamentalement liée à l'échange de marchandises.
Selon cette théorie, le droit et l'État devraient disparaître avec la réalisation de la société communiste et donc également en URSS. Par cette idée, Pachoukanis rejoignait la position d'un autre juriste soviétique de premier plan, Pēteris Stučka, et s'opposait à la position de Vyshinski, qui préconisait le renforcement de la « légalité socialiste ».